# Plaça de Catalunya
Plaça de Catalunya (in spagnolo Plaza de Cataluña) è una piazza centrale e principale di Barcellona, uno dei centri nevralgici della città; occupa una superficie di circa 50 000 m² (5 Ha).
È il punto d'incontro tra il vecchio nucleo della città e l'Eixample. Da qui partono le strade principali della città, come la Rambla, il Passeig de Gràcia, Rambla de Catalunya, la Ronda de Sant Pere, la Ronda de l'Universitat, il carrer de Pelai e la avinguda del Portal de l'Àngel, che con il Passeig de Gràcia costituisce la principale arteria commerciale della città.

## Descrizione
Attorno ad essa si concentrano la finanza, il commercio e il turismo della capitale catalana, ed è chiaramente luogo di ritrovo, anche perché è il punto da cui la Rambla scende verso il mare e da cui prende origine il Passeig de Gràcia, altro frequentatissimo e importantissimo viale.
Oltre a questo, è un importante snodo dei trasporti pubblici – è infatti capolinea di varie linee di autobus, ferroviarie e metropolitana.
Per la posizione in cui si trova, divide i quartieri della Ciutat Vella (Barri Gòtic, Barceloneta, Ribera, El Raval) dalla parte di città più recente, risalente in gran parte al XIX-XX secolo.

## Storia
Prima della demolizione delle mura di Barcellona, lo spazio attualmente occupato dalla piazza era una spianata al di fuori della città situata proprio di fronte uno delle porte principali, dove iniziavano le strade che portavano alle città circostanti. Questo ha reso il luogo ideale per i mercati all'aperto ed è diventato un punto importante della vita cittadina.
Successivamente, le mura sono state demolite e cominciarono a costruire l'Ensanche progettato da Ildefons Cerdà. Il piano urbanistico di Cerdá non includeva i luoghi dell'attuale Plaza de Catalunya, dal momento che secondo il suo piano il Barri Gòtic, proprio come gli altri nuclei antichi di pianura di Barcellona, sono stati relegati a zone periferiche, mentre il nuovo centro dovrebbe essere un centrale e ben collegata, come la Plaça de les Glòries Catalanes che Cerdà progettato con l'intenzione di essere il nuovo epicentro, a destra al bivio delle strade principali della città, Avinguda Diagonal, Gran Via de les Corts Catalanes e Avinguda Meridiana.
A differenza di Cerdà, il Piano Rovira del 1859, piano preferito dal Consiglio Comunale e dalla borghesia della città stessa che ha previsto una grande piazza.
La piazza fu costruita nel 1927 dall'architetto Francisco Nebot, un decennio prima dell'avvento della dittatura franchista; è ornata da diverse fontane, numerosi monumenti e statue.

## Trasporti

L'accesso alla Stazione di Plaça de Catalunya.

La piazza è uno dei più importanti snodi di trasporto a Barcellona, sia sopra che sotto la superficie.

### Trasporti sotterranei

#### Metro

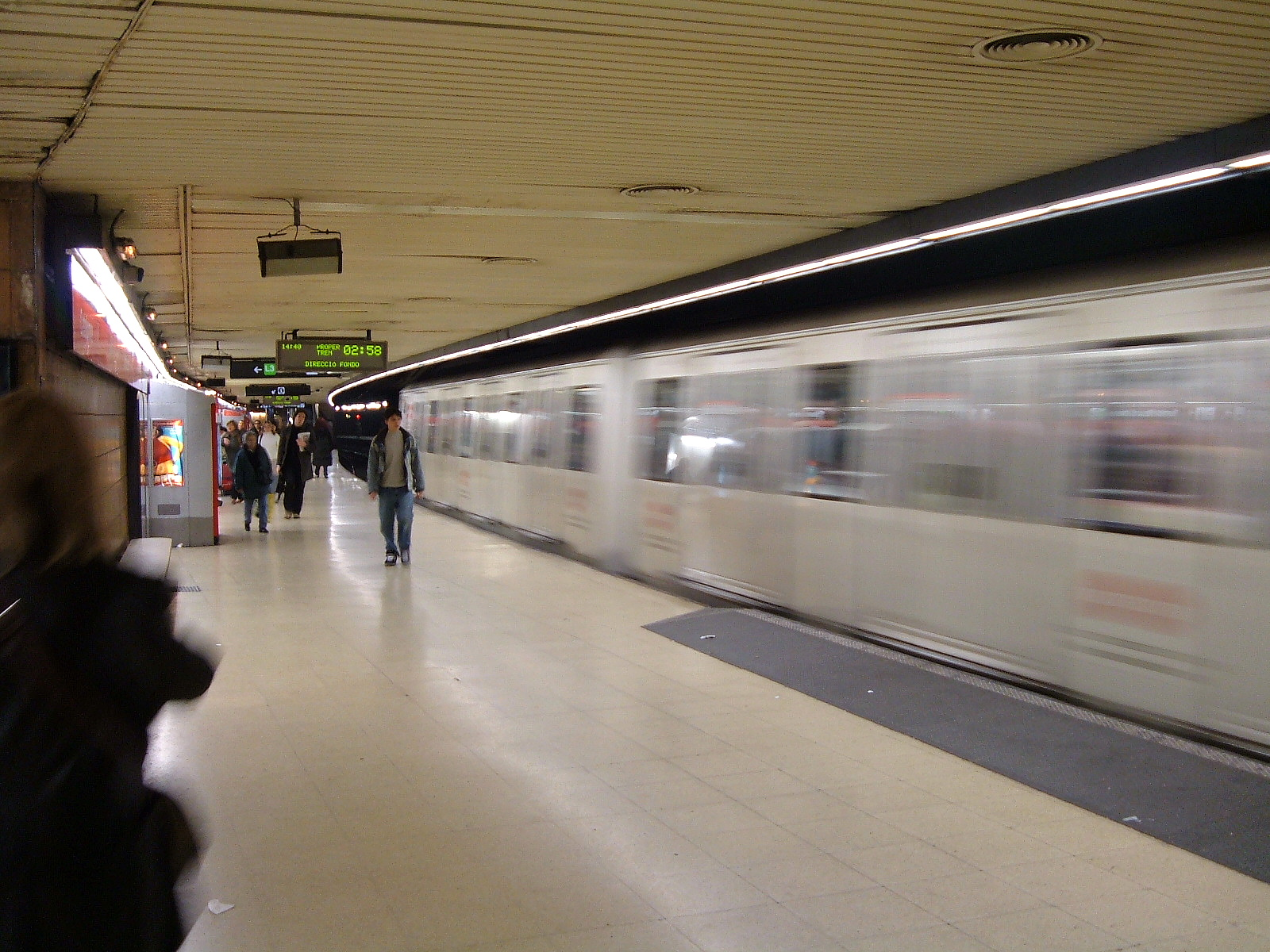
Stazione di Plaça de Catalunya in corrispondenza della Linea 1

La metropolitana di Barcellona, gestita da TMB la stazione di Plaça de Catalunya è un nodo intermodale del sistema di trasporti di Barcellona. Le linee della metropolitana che transitano dalla stazione sono la L1 (Hospital de Bellvitge - Fondo) e la L3 (Zona Universitària – Trinitat Nova).

#### FGC
Nella stessa stazione di Plaça de Catalunya c'è una fermata dei treni della Ferrocarrils de la Generalitat, in particolare le linee L6 (a Reina Elisenda) e la L7 (Avinguda Tibidabo) all'interno della rete metropolitana urbana, e le linee S1, S2, S5 e S55 verso Vallès e collegamenti per Terrassa, Sabadell, Sant Cugat, Rubí e la Università autonoma.

#### Renfe
La rete suburbana gestita da Renfe utilizza la stazione con le linee ferroviarie R1 (Molins de Rei - Maçanet-Massanes), R3 (l'Hospitalet de Llobregat - Vic), R4 (Sant Vicenç de Calders - Manresa) e I treni regionali R7 (l'Hospitalet de).
La linea R12 è utilizzata dai treni regionali per Lleida, Manresa e Cervera.

### Autobus
- Línia 9: Pl. Catalunya – Pg. Zona Franca
- Línia 14: Vila Olímpica – Bonanova
- Línia 16: Pl. Urquinaona – Pg. Manuel Girona
- Línia 17: Barceloneta – Av. Jordà
- Línia 22: Pl. Catalunya – Av. d'Esplugues
- Línia 24: Paral·lel – Carmel
- Línia 28: Pl. Catalunya – Carmel
- Línia 38: Pl. Catalunya – Zona Franca
- Línia 41: Pl. Francesc Macià – Diagonal Mar
- Línia 42: Pl. Catalunya – Santa Coloma
- Línia 47: Pl. Catalunya – Canyelles
- Línia 55: Parc de Montjuïc – Pl. Catalana
- Línia 58: Pl. Catalunya – Av. Tibidabo
- Línia 59: Pg. Marítim – Pl. Reina Maria Cristina
- Línia 62: Pl. Catalunya – Ciutat Meridiana
- Línia 66: Pl. Catalunya – Sarrià
- Línia 67: Pl. Catalunya – Cornellà
- Línia 68: Pl. Catalunya – Cornellà
- Línia 91: Rambla – Bordeta
- Línia 141: Av. Mistral – Barri Besòs
- Línia T1: Pl. Pius XII – Pl. Catalunya
- Aerobús (Aeroporto del Prat)
- Barcelona Bus Turístic
- Barcelona City Tour

#### Autobus notturno
La plaça de Catalunya è il centro della rete di autobus di notte nella zona metropolitana di Barcellona.

#### Nitbus
Il bus di notte per l'area metropolitana di Barcellona (AMB) è conosciuto come Nitbus e la maggior parte delle sue linee, tutti tranne la circolare N0, attraverso la plaça de Catalunya:
- N1: Zona Franca (Mercabarna) – Roquetes (Aiguablava)
- N2: l'Hospitalet de Llobregat (Av. Carrilet) – Badalona (Via Augusta)
- N3: Collblanc (Camí Torre Melina) – Montcada i Reixac (Pl. Espanya)
- N4: Via Favència (Metro Canyelles) – Carmel (Gran Vista)
- N5: Pl. Catalunya – Carmel (Gran Vista)
- N6: Roquetes (Mina de la Ciutat) – Santa Coloma de Gramenet (Oliveres)
- N7: Pl. Pedralbes – Pl. Llevant (Fòrum)
- N8: Can Caralleu – Santa Coloma de Gramenet (Can Franquesa)
- N9: Pl. Portal de la Pau – Tiana (Edith Llaurador)
- N11: Pl. Catalunya – Hospital de Can Ruti
- N12: Pl. Portal de la Pau – Sant Feliu de Llobregat (la Salut)
- N13: Sant Boi de Llobregat (Ciutat Cooperativa) – Pl. Catalunya
- N14: Pl. Catalunya – Castelldefels (centre vila)
- N15: Sant Joan Despí (Torreblanca) – Pl. Portal de la Pau
- N16: Pl. Catalunya – Castelldefels (Bellamar)
- N17: Pl. Catalunya – el Prat de Llobregat (Aeroport)

#### Autobus notturni regionali
- N30: Barcelona - Vilanova - Cubelles - Vilafranca del Penedès
- N41: Barcelona - Sant Sadurní d'Anoia
- N42: Barcelona - Vilafranca del Penedès
- N50: Barcelona - Martorell
- N51: Barcelona - Esparraguera
- N60: Barcelona - Terrassa
- N61: Barcelona-Terrassa-Sabadell (circular)
- N62: Barcelona - UAB - Sant Cugat del Vallès
- N64: Barcelona-Sabadell-Terrassa (circular)
- N65: Barcelona - Castellar del Vallès
- N70: Barcelona - Caldes de Montbui
- N71: Barcelona - Granollers
- N72: Barcelona - La Garriga
- N73: Barcelona - Sant Celoni
- N80: Barcelona - Mataró
- N81: Barcelona - Vilassar de Dalt
- N82: Barcelona - Pineda

## Galleria d'immagini

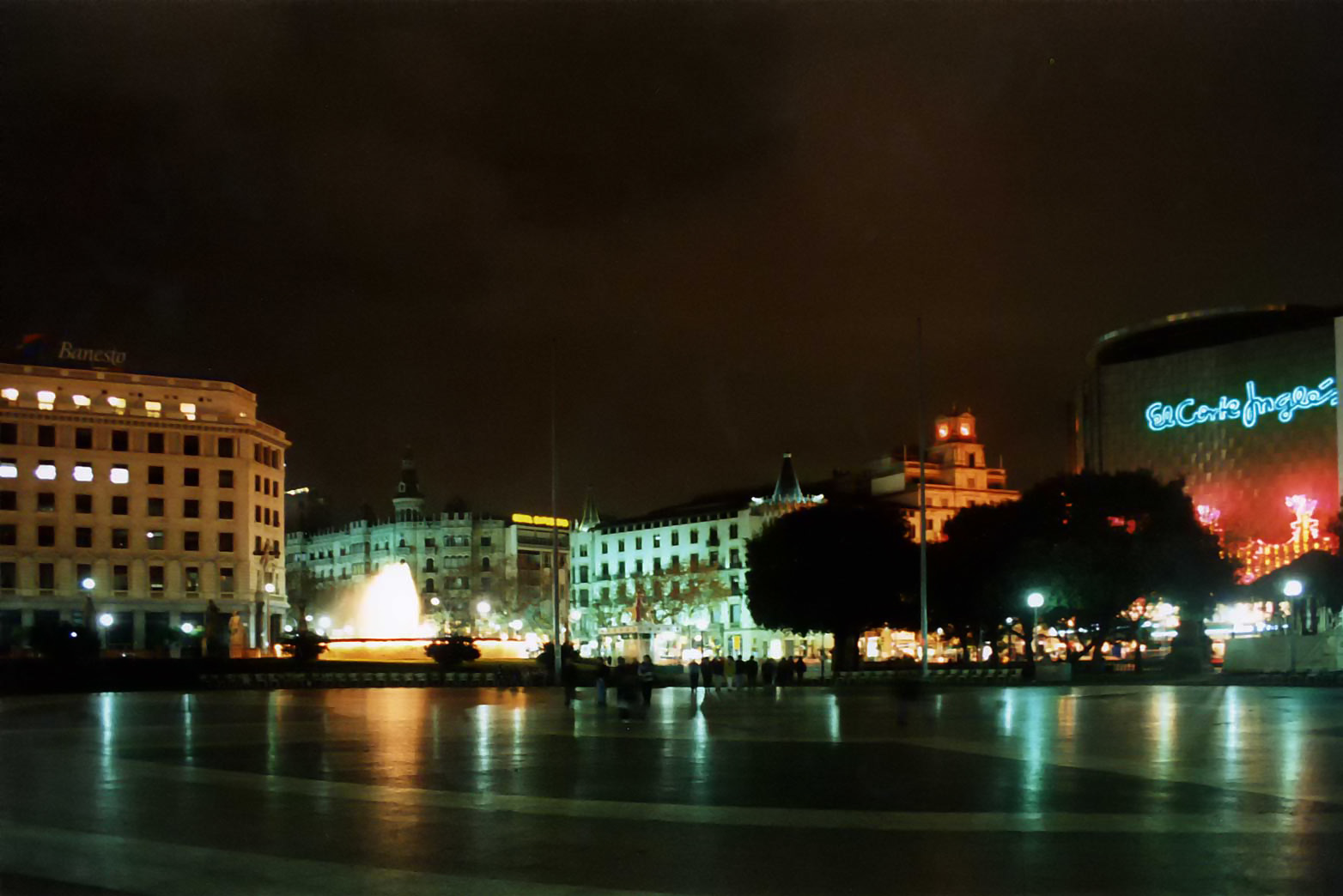
Vista notturna
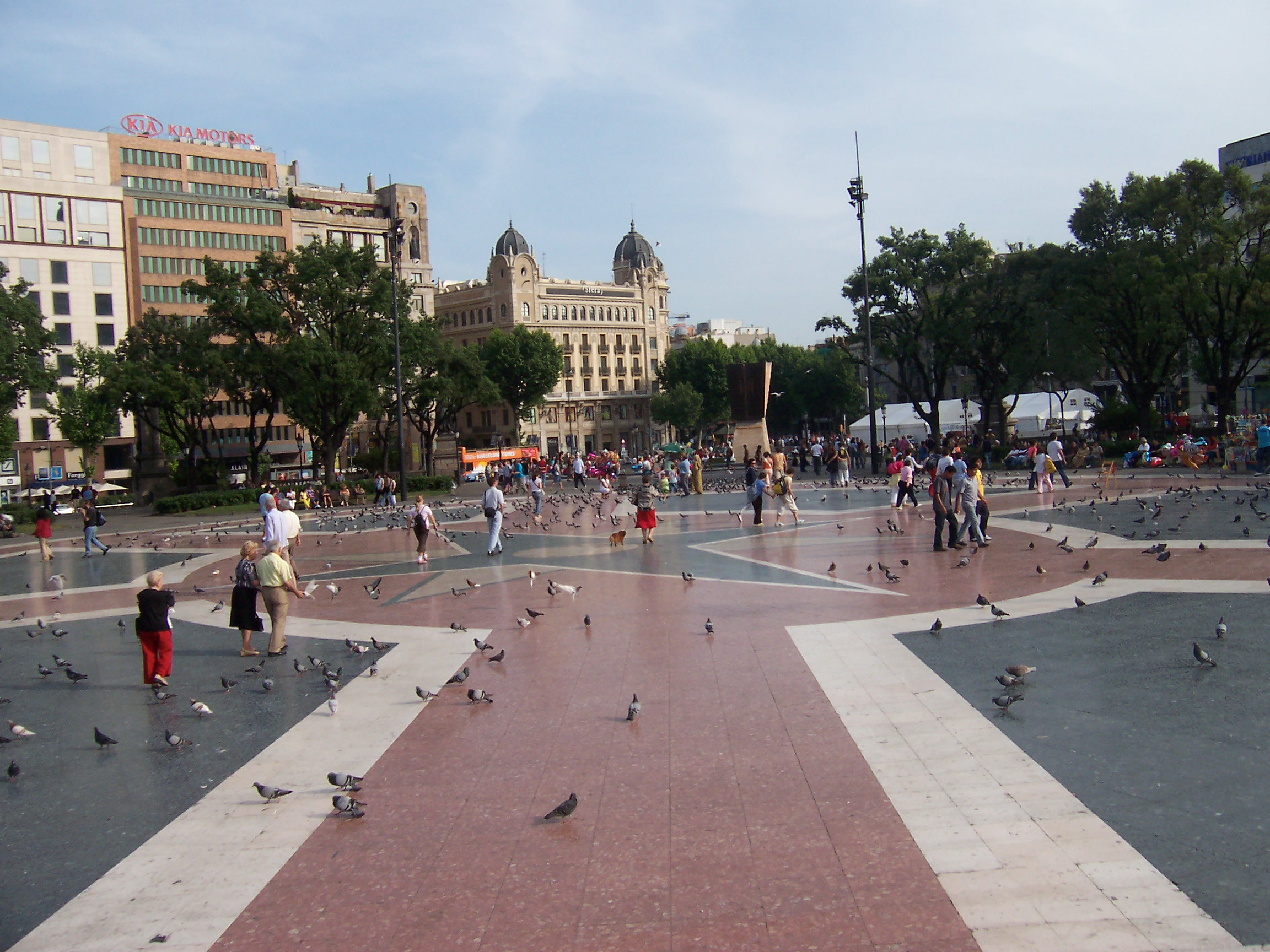
Parte centrale della piazza
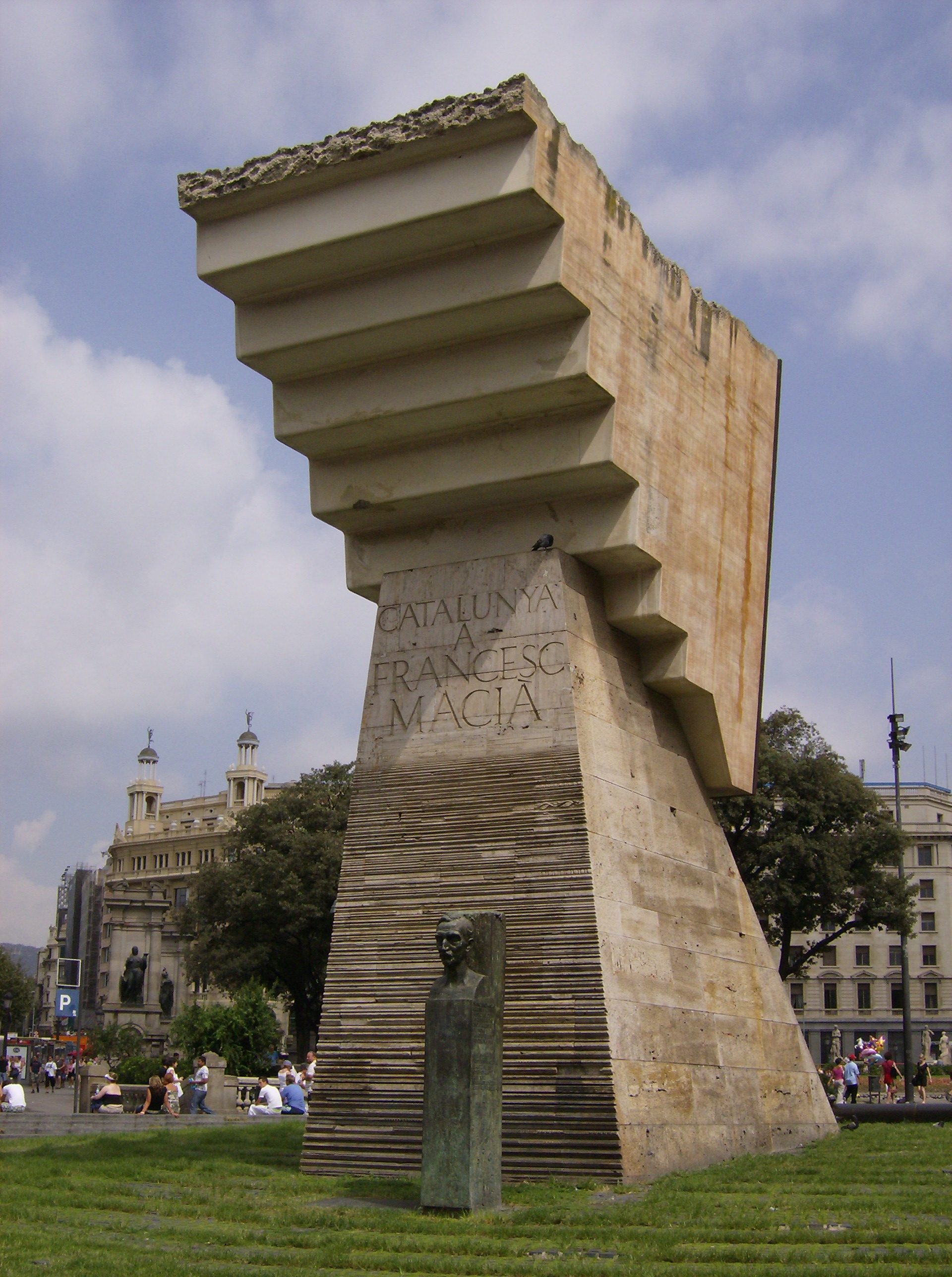
Monumento a Francesc Macià
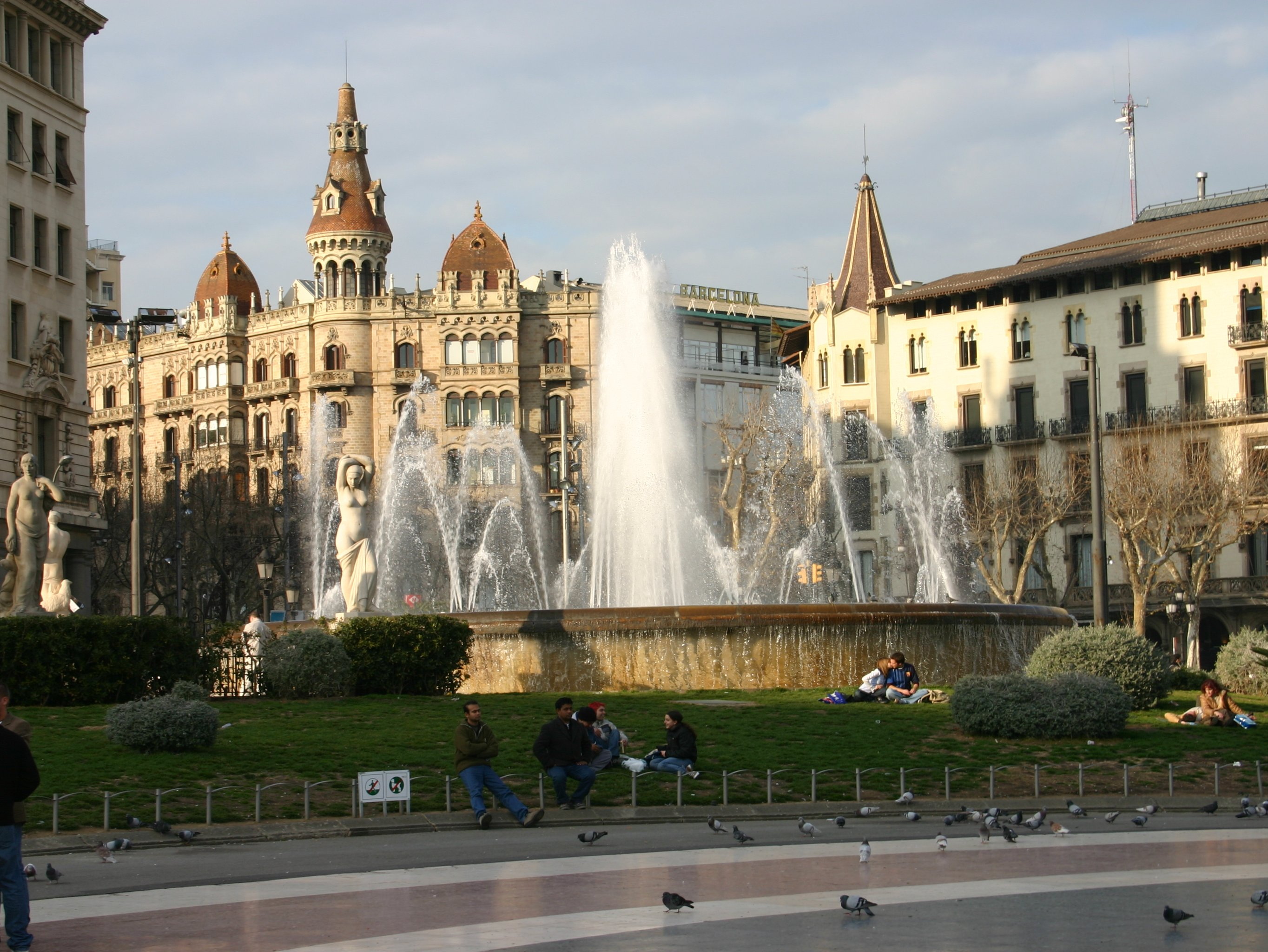
Fontane con le Cases Rocamora sulla sinistra
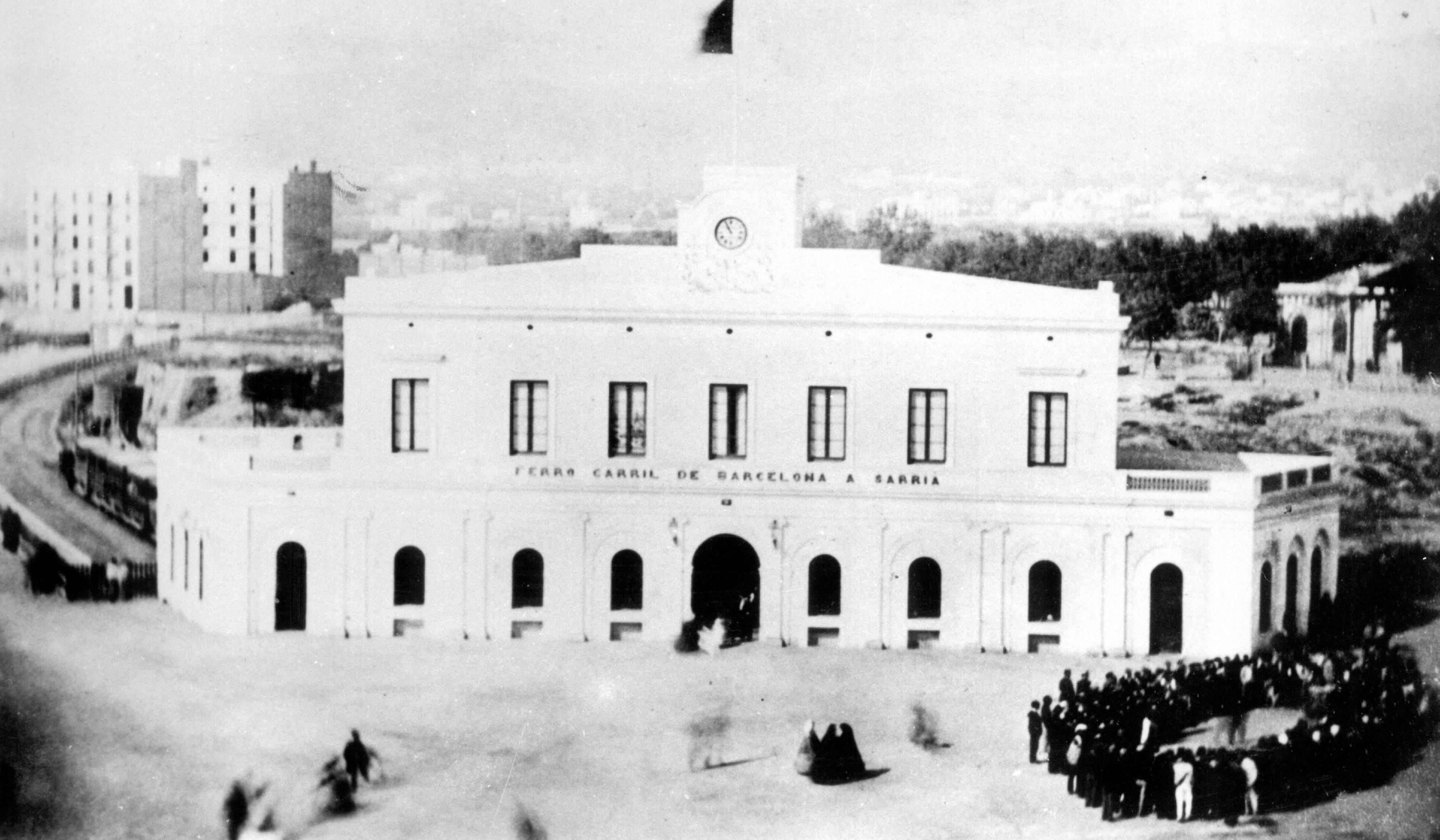
Stazione terminale del Ferrocarril de Sarrià nel 1865. Si può vedere a destra alla stazione a valle il Ferrocarril de Martorell